# Bataille de La Forbie
Croisade, période intermédiaire
La bataille de La Forbie, également connue sous le nom de bataille de Hiribyah, s'est déroulée pendant les croisades, les 17 et 18 octobre 1244, près du village de La Forbie au nord-est de Gaza.
La bataille a opposé deux armées :
- les armées croisées venant du royaume de Jérusalem, des ordres de chevalerie croisés (les Templiers, les Teutoniques et les Hospitaliers) et de troupes venues du territoire de Homs et de la Transjordanie tombés sous la domination des Ayyoubides dirigées par Gautier IV de Brienne ;
- l'armée égyptienne du sultan As-Salîh Ayyûb, renforcée par des mercenaires khorezmiens dirigés par le Mamelouk Baybars. La bataille voit la victoire de Baybars.

## Déroulement

### Prélude
La capture de Jérusalem par les Khorezmiens en août 1244 déclenche les hostilités entre les chrétiens et les États musulmans. Ibrahim al-Mansour (en), l'émir de Homs, et An-Nasir Dâ'ûd, régnants sur la Transjordanie, se sont alliés aux Templiers, aux Hospitaliers, aux Teutoniques, et aux forces restantes du royaume de Jérusalem pour affronter le sultanat ayyoubide d’Égypte.
Les deux armées se sont rencontrées près de La Forbie, un petit village au nord-est de Gaza. Du côté allié, Al-Mansur commandait une cavalerie d'environ 2 000 hommes et un détachement des troupes de Damas. En dépit de la présence de Philippe de Montfort, le commandement en chef des forces chrétiennes fut donné à Gautier IV de Brienne, comte de Jaffa et d’Ascalon : environ 1 000 cavaliers et 6 000 fantassins. Les forces alliées transjordaniennes étaient constituées d’environ 2 000 cavaliers bédouins sous les ordres de Sunqur az-Zahiri. L'armée égyptienne, en nombre inférieur, était commandée par le jeune émir Baybars, futur sultan d'Égypte.
Al-Mansur conseilla à Gautier IV de renforcer le camp et de rester sur la défensive, en attendant que les Khorezmiens, indisciplinés, se dispersent et laissent les Égyptiens avec un handicap considérable. Cependant, Gautier IV, à qui le commandement avait été donné, était peu disposé à attendre les Égyptiens. La disposition des forces alliées sur le champ de bataille était la suivante : les chrétiens sur le flanc droit, près de la côte, l'émir de Homs et les Damascènes au centre, les bédouins d’Al-Mansur sur le flanc gauche.

### La bataille
La bataille débuta le matin du 17 octobre, avec les chevaliers chrétiens chargeant à plusieurs reprises les Égyptiens. Malgré ces tentatives pour briser leurs rangs, les Égyptiens tinrent leur position. Au matin du 18 octobre, Baybars envoya ses Khorezmiens contre les Damascènes. Le centre des troupes alliées fut brisé et les Khorezmiens s'attaquèrent au flanc gauche, formé par les cavaliers bédouins. Seul 280 cavaliers et Al-Mansur survécurent au massacre. Menacés par les Égyptiens au centre et par les Khorezmiens sur leur flanc, les chrétiens ont chargé en vain. Plus de 5 000 d'entre eux périrent, et 800 furent faits prisonniers, dont Gautier de Brienne, et Guillaume de Chateauneuf, grand maître des Hospitaliers. Des troupes de chevaliers des ordres, seulement 33 Templiers, 27 Hospitaliers, et 3 Teutoniques survécurent. Philippe de Montfort et le patriarche de Jérusalem Robert de Nantes réussirent, quant à eux, à fuir à Ascalon, tandis qu’Armand de Périgord, l'évêque de Lydda et Ramla, ainsi que Bohémond de Boutron, seigneur de Boutron, et son fils aîné Jean, étaient tués.

## Conséquences
Le royaume de Jérusalem a souffert des conséquences de la défaite de la bataille de La Forbie. Depuis la bataille de Hattin, aucune armée aussi nombreuse n'avait été envoyée en guerre. Malgré cette victoire, le succès des Ayyoubides ne dura pas. Les Khwarezmiens demandèrent, comme récompense, les terres qu’ils avaient reconquises aux dépens des chrétiens, mais le sultan refusa, leur interdit l’entrée de Damas et les installa sur la côte afin de les disperser. Mais ils se révoltèrent, et l’émir de Homs, Ibrahim al-Mansour (en), commandant une force de mercenaires bédouins et turcomans, les défit près du lac de Homs au printemps 1246. La bataille de La Forbie marque l’effondrement de la puissance chrétienne au Proche-Orient, essuyant défaite sur défaite.

## Compléments